# 第三届一带一路国际合作高峰论坛
第三届“一带一路”国际合作高峰论坛（英語：The Third Belt and Road Forum for International Cooperation）于2023年10月17日至18日在北京举行。中共中央总书记、中国国家主席习近平出席开幕式，并发表主旨演讲。

## 论坛背景
2013年9月，中华人民共和国领导人习近平于哈萨克斯坦纳扎尔巴耶夫大学发表演讲，首次提出共同建设“丝绸之路经济带”概念。同年10月，习近平在印度尼西亚国会发表演讲时，提出“共同建设21世纪‘海上丝绸之路’”。这两者合一是为“一带一路”倡议。2017年1月17日，习近平在达沃斯世界经济论坛年会上宣布中国将在北京主办“一带一路”国际合作高峰论坛，并于2017年5月和2019年4月两次举办。
2022年11月18日，习近平在泰国曼谷举行的亚太经合组织第二十九次领导人非正式会议上宣布中方考虑明年举办第三届“一带一路”国际合作高峰论坛。
2023年4月11日，中国外交部发言人汪文斌表示2023年中国将主办第三届“一带一路”国际合作高峰论坛。
2023年6月13日，中国与洪都拉斯签署共建“一带一路”谅解备忘录；10年来，中国与五大洲150多个国家、30多个国际组织签署了200多份共建“一带一路”合作文件。
2023年10月10日，中国国务院新闻办公室发布《共建“一带一路”：构建人类命运共同体的重大实践》白皮书。
2023年10月11日，中国外交部发言人华春莹宣布第三届“一带一路”国际合作高峰论坛将于10月17日至18日在北京举行。13日，中国外交部副部长马朝旭表示来自140多个国家、30多个国际组织的代表已确认与会。

## 会议概要
第三届高峰论坛的主题是“高质量共建‘一带一路’，携手实现共同发展繁荣”，由开幕式、领导人圆桌峰会、欢迎晚宴、3场高级别论坛、6场专题论坛、企业家大会等系列活动组成。
习近平在第三届高峰论坛上宣布将成立高峰论坛秘书处。秘书处负责为高峰论坛提供支持，协调推动相关国际合作。2024年5月11日秘书处揭牌，设在中国外交部，马朝旭副部长任秘书长。

## 参加圆桌会议的领导人

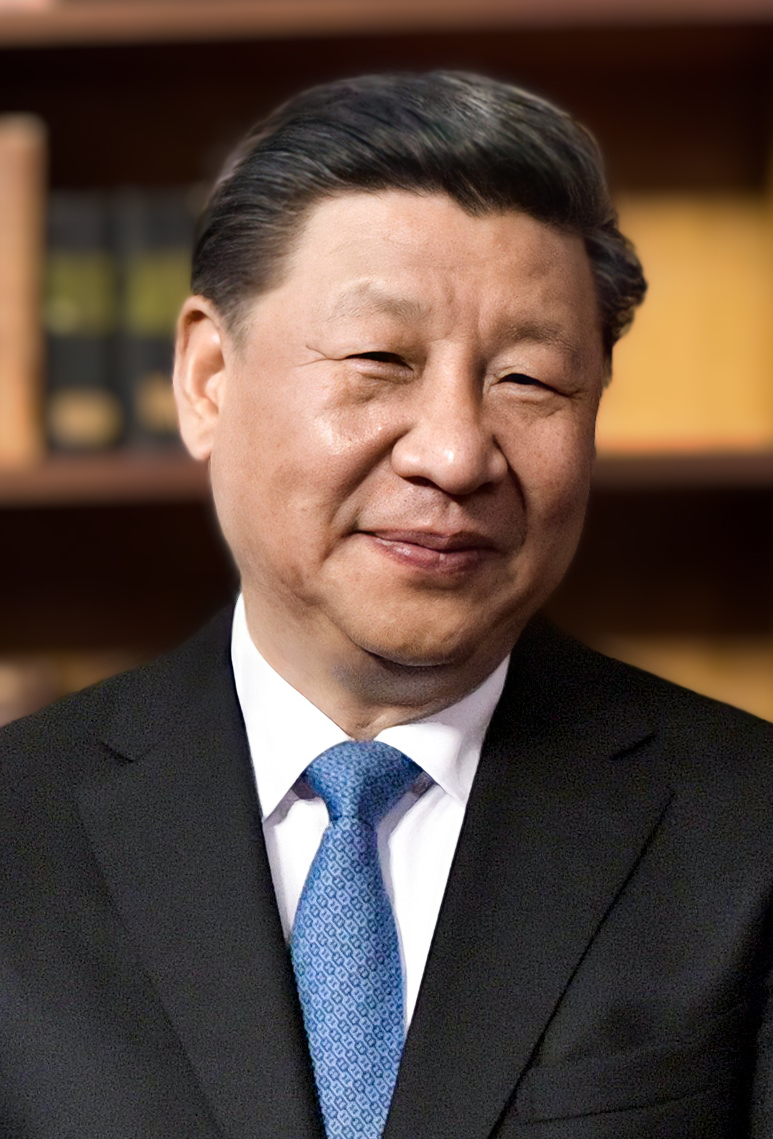
中国（主办国） 中共中央总书记、中国国家主席习近平
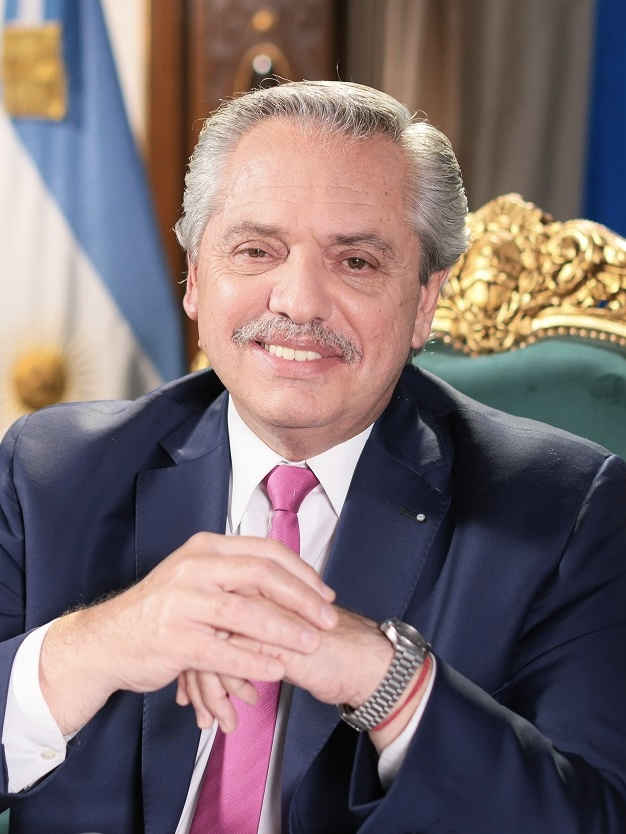
阿根廷 总统费尔南德斯
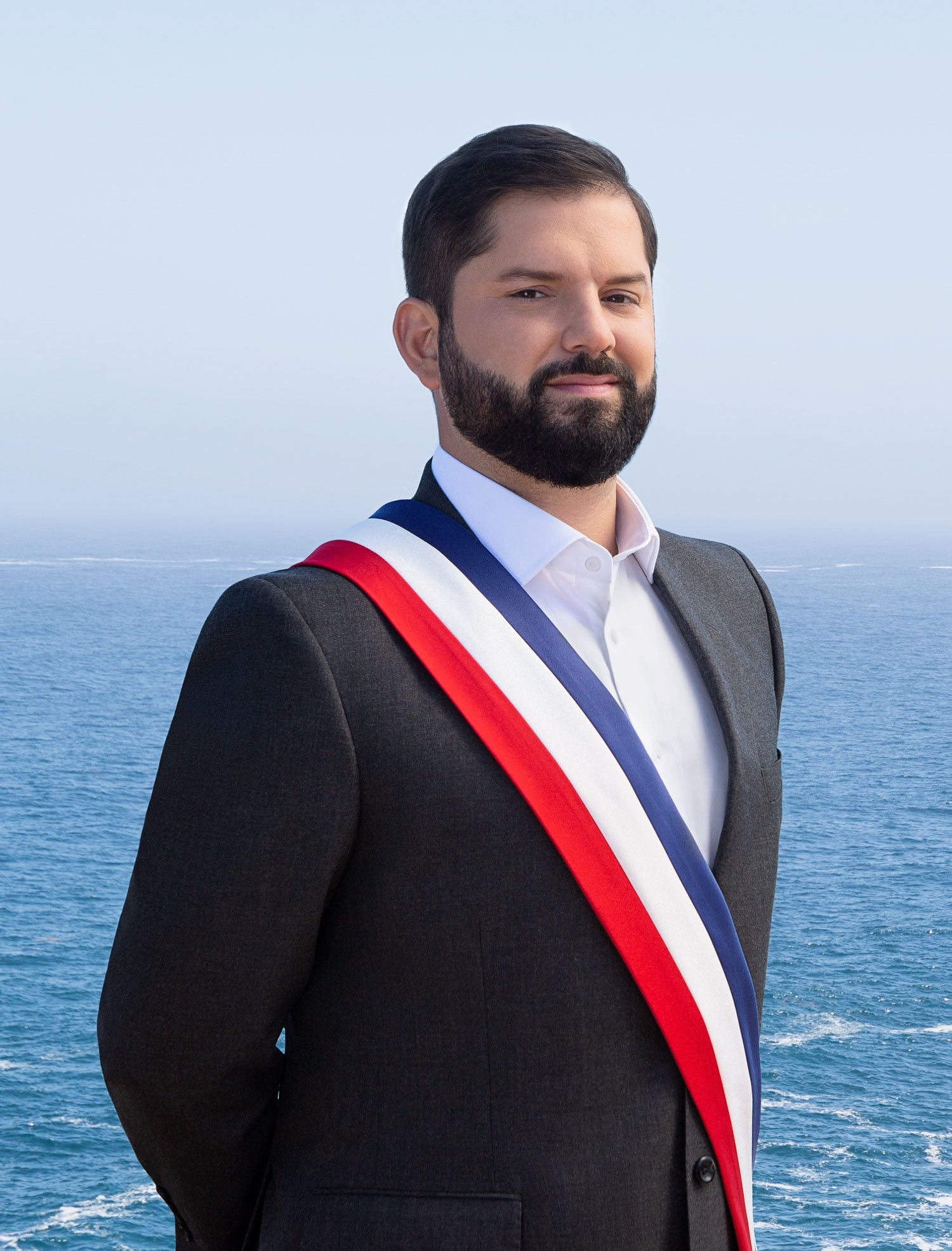
智利 总统博里奇
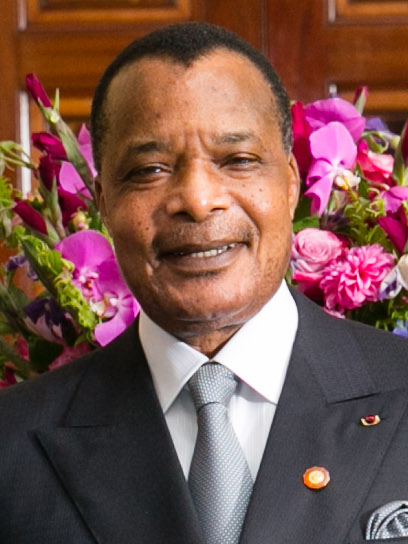
刚果共和国 总统萨苏
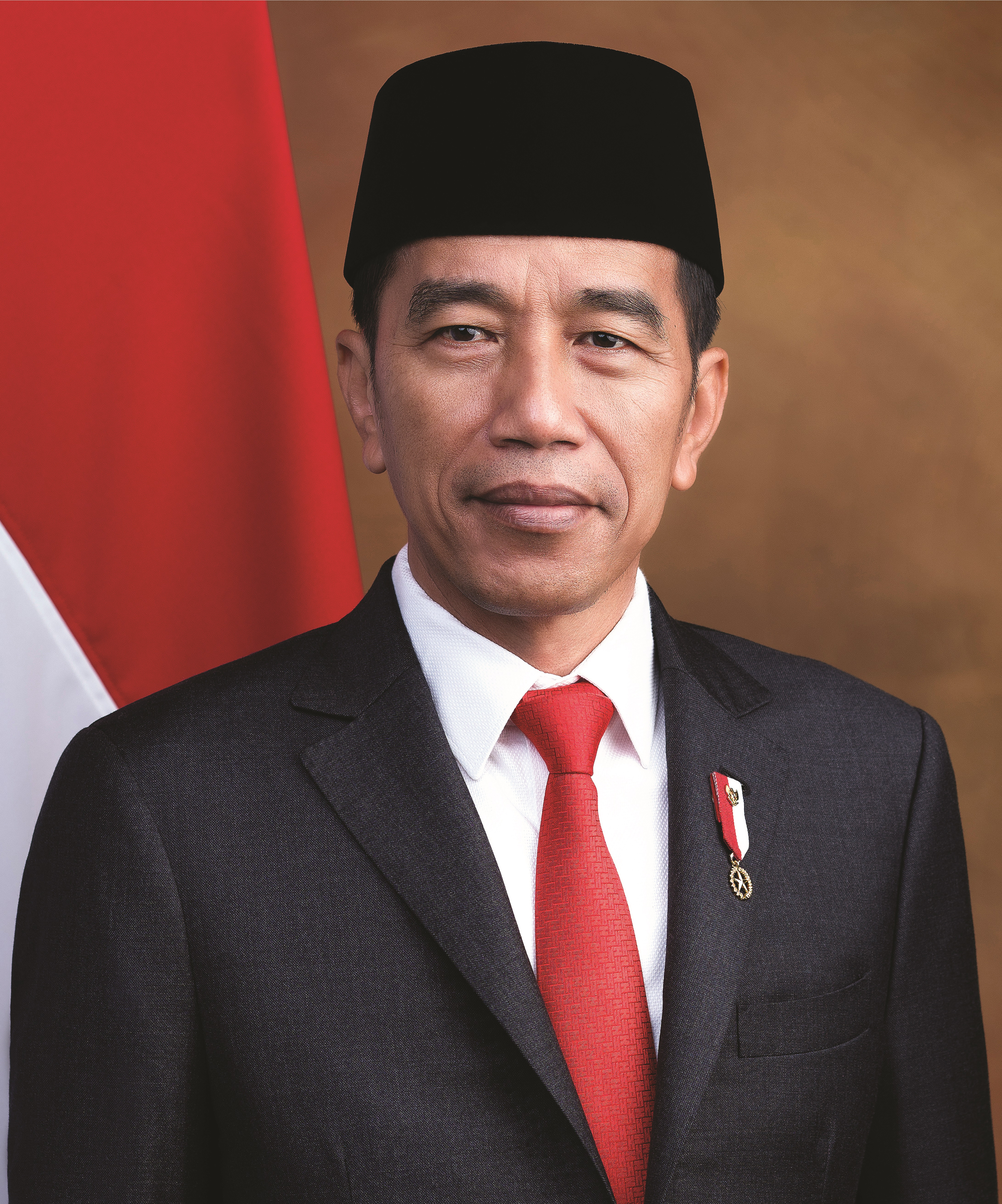
印度尼西亞 总统佐科
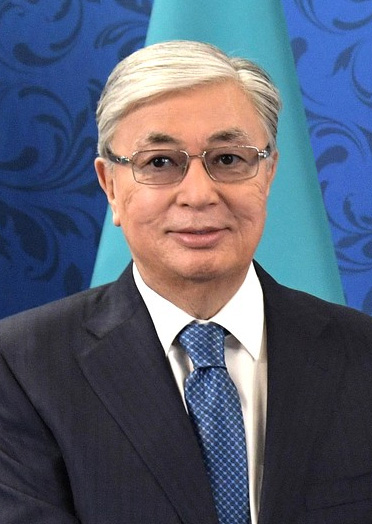
总统托卡耶夫
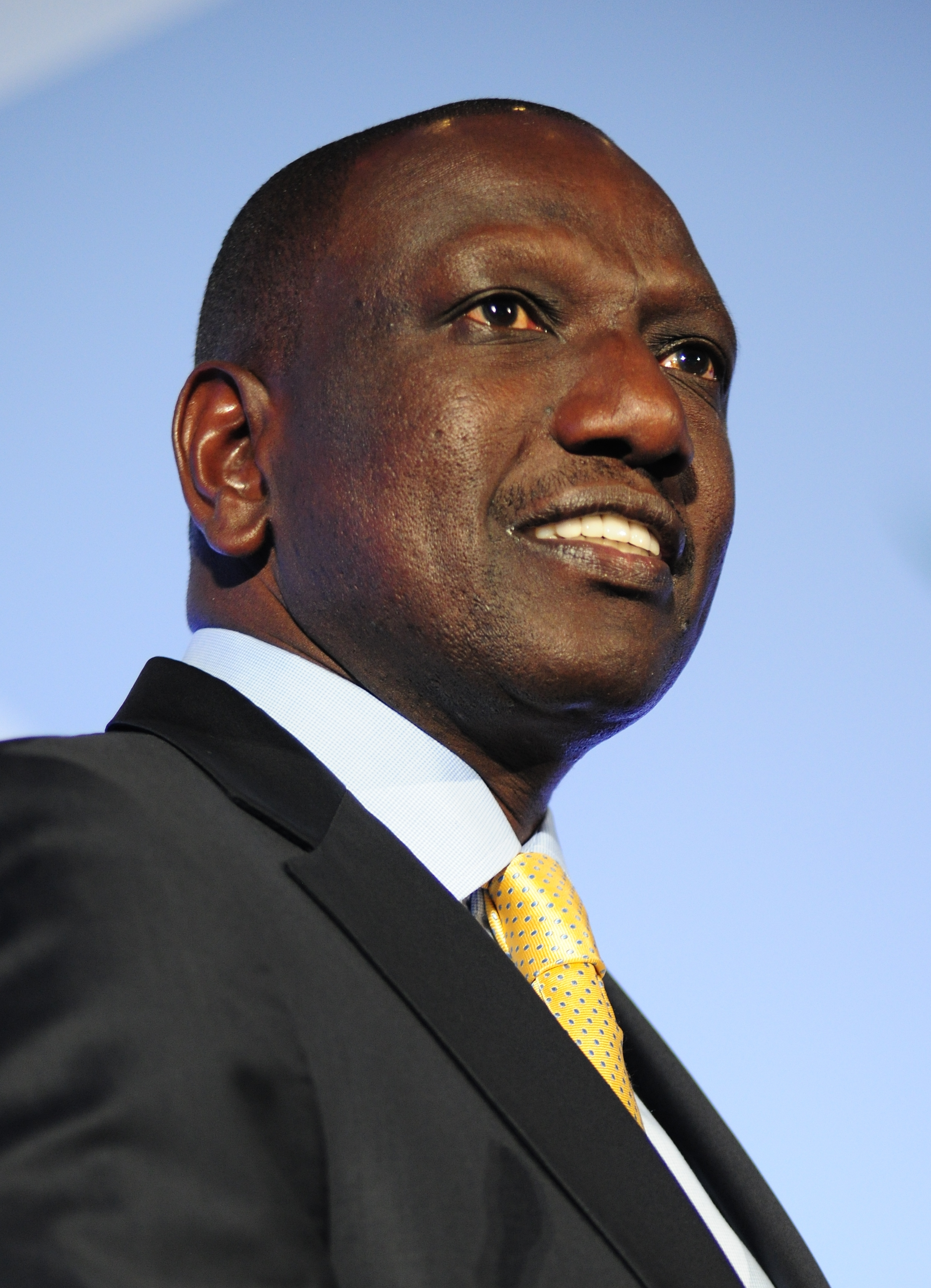
总统鲁托
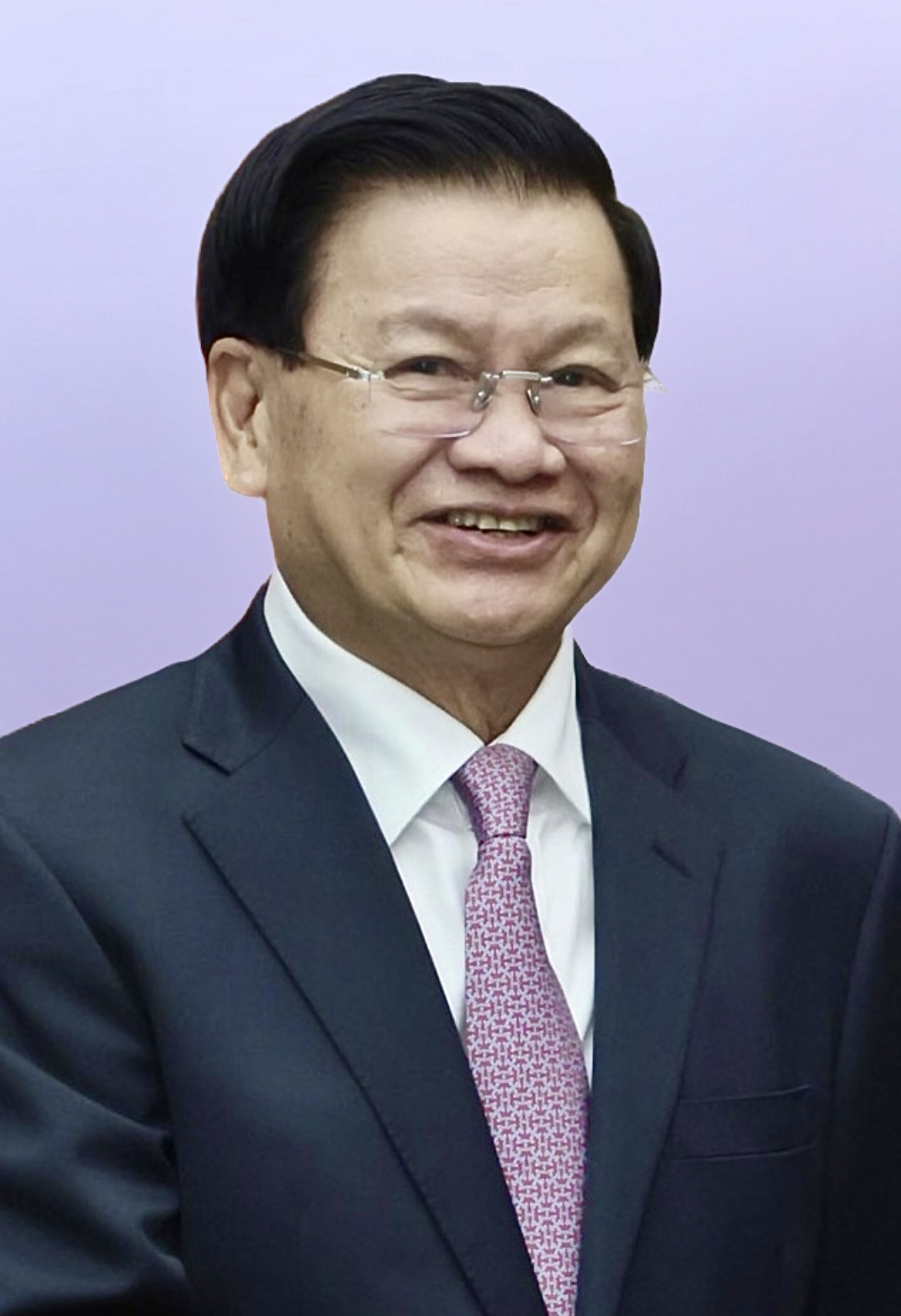
人革党中央总书记、国家主席通伦
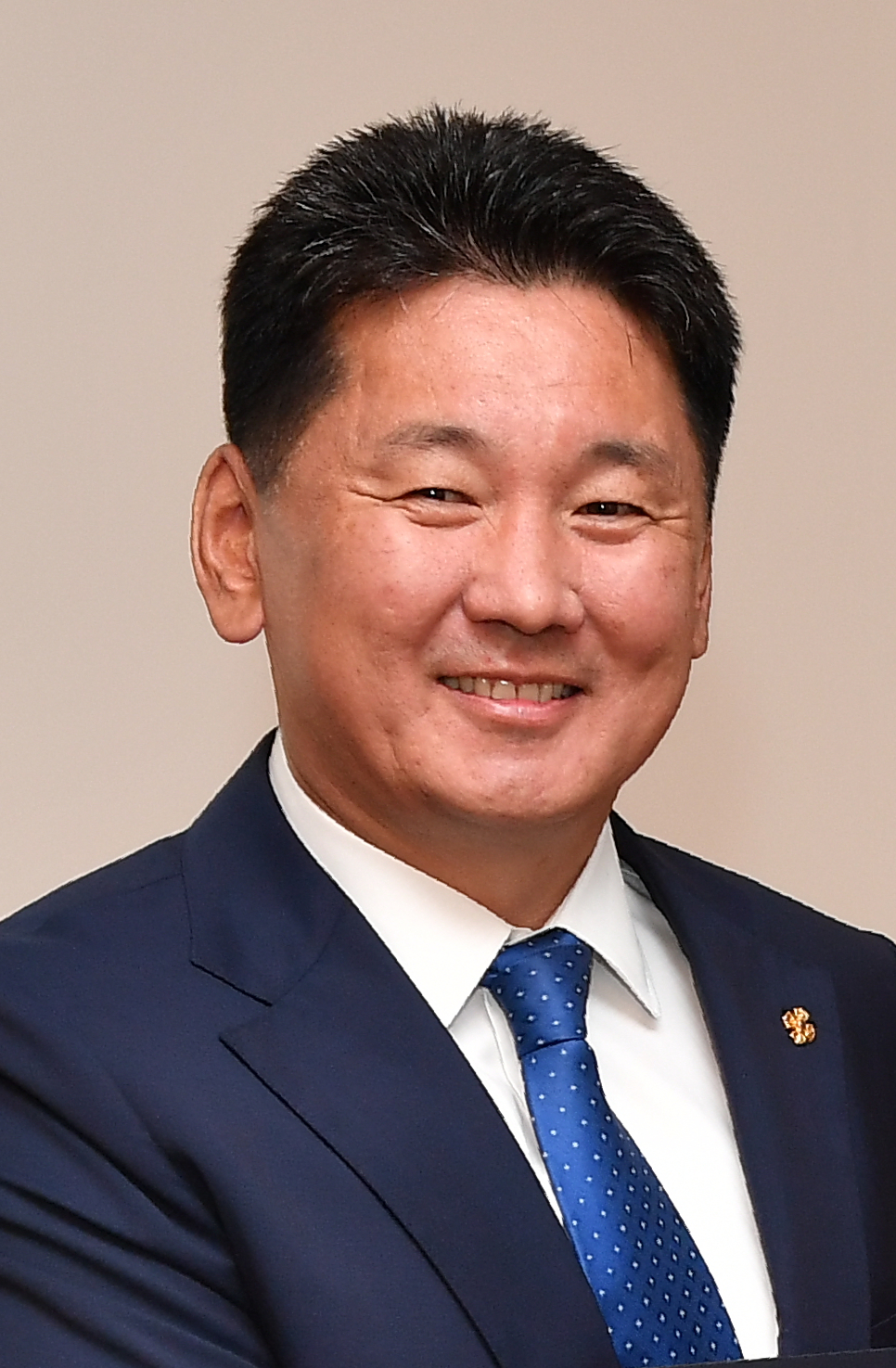
蒙古国 总统呼日勒苏赫
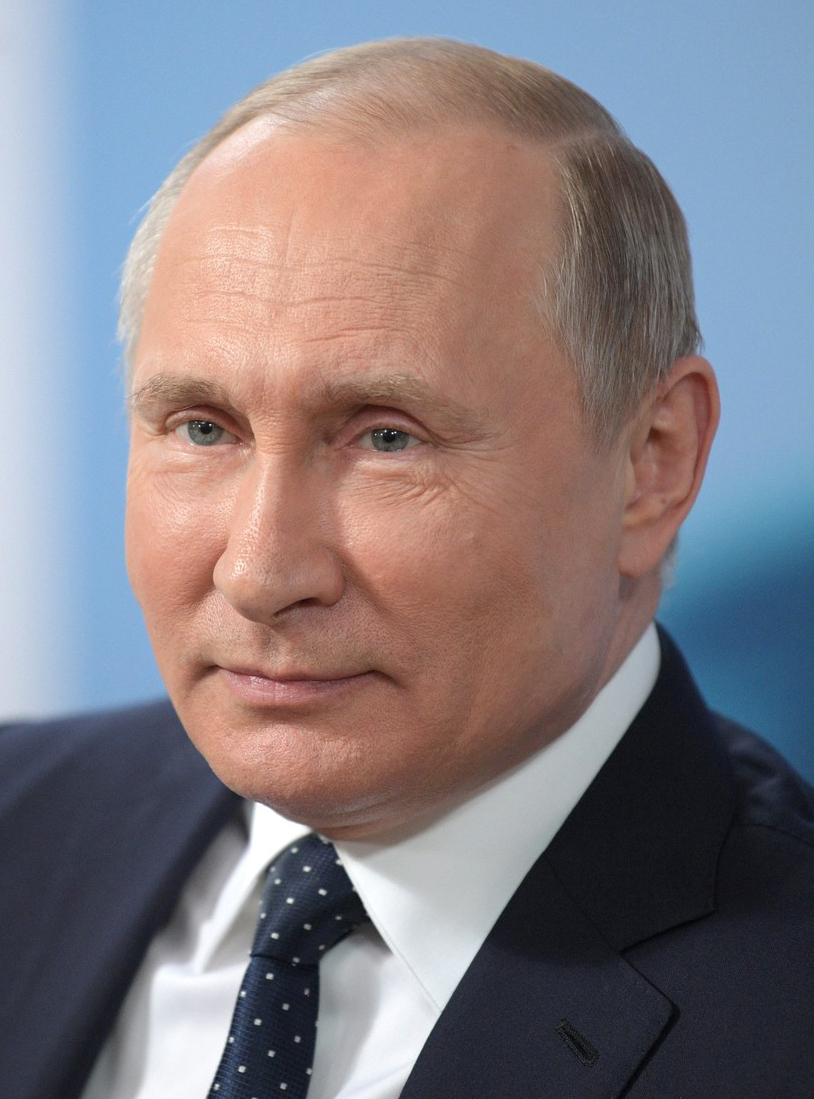
俄羅斯 总统普京
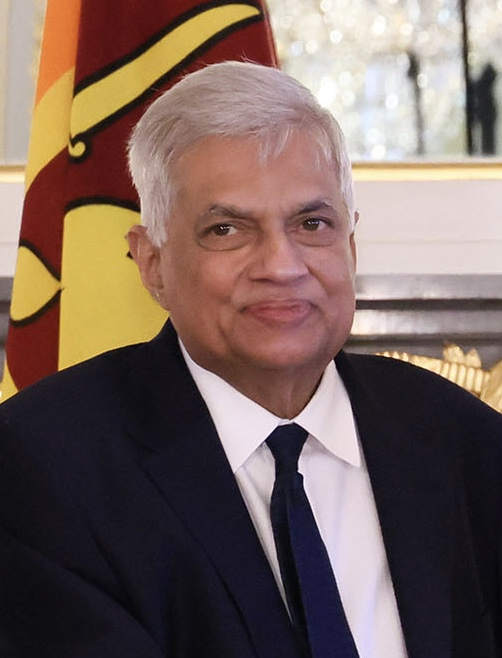
斯里蘭卡 总统维克拉马辛哈
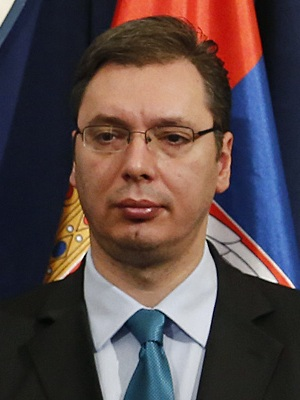
塞爾維亞 总统武契奇
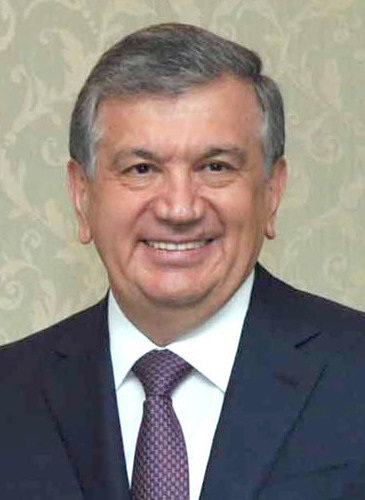
总统米尔济约耶夫
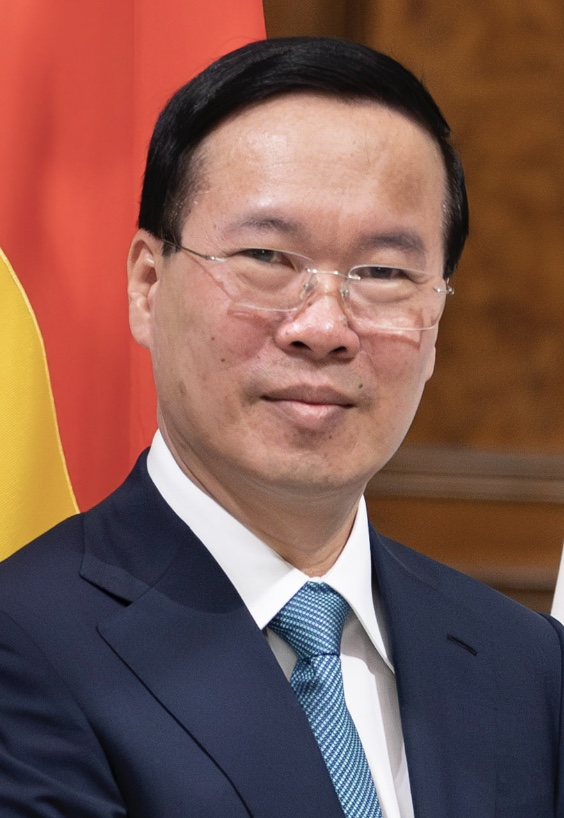
越南 国家主席武文赏
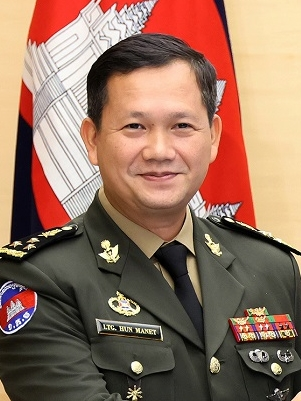
柬埔寨 首相洪玛奈
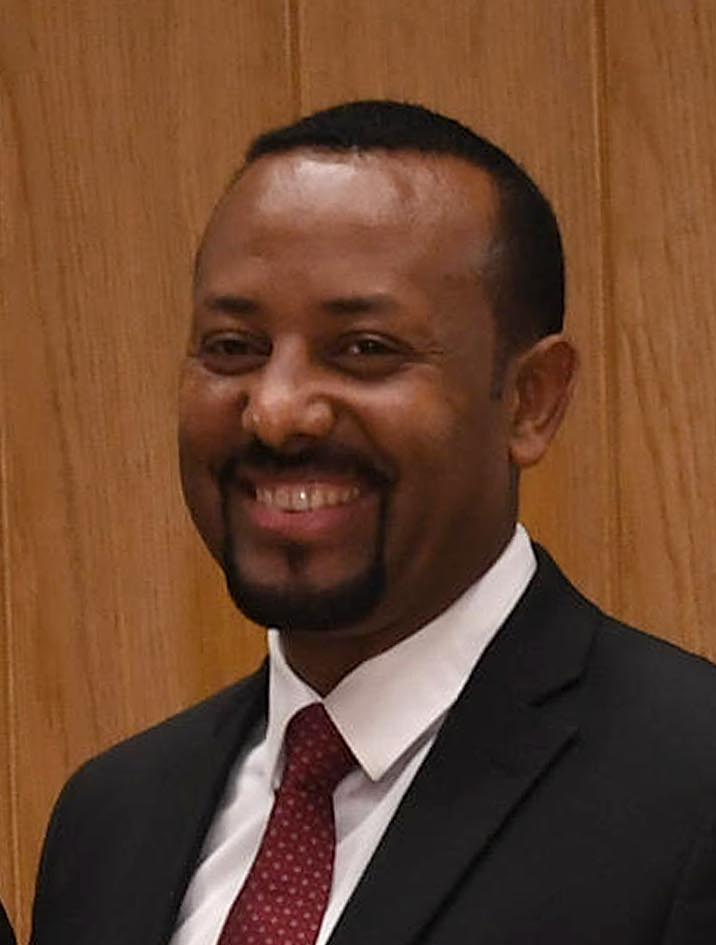
衣索比亞 总理阿比
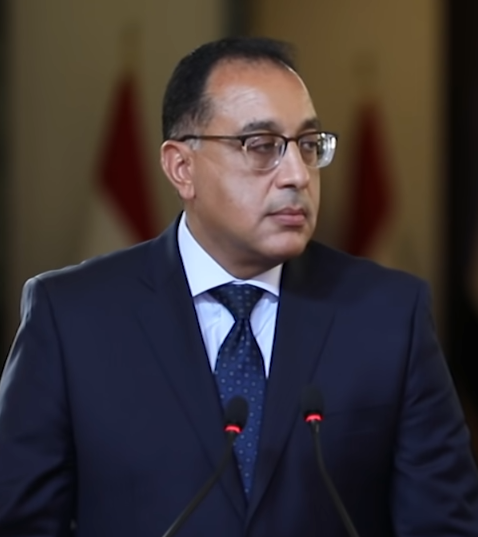
埃及 总理马德布利
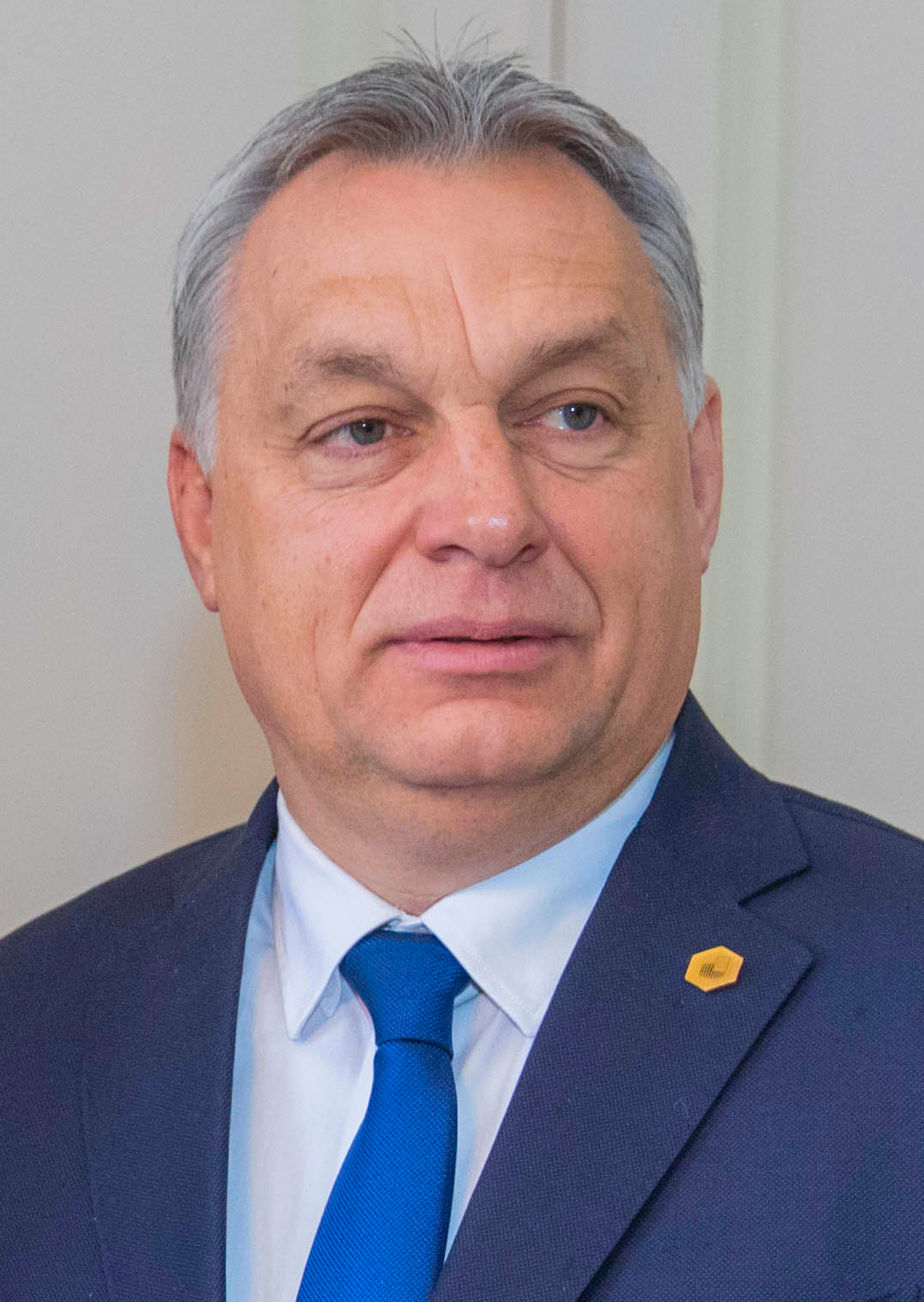
匈牙利 总理欧尔班·维克多
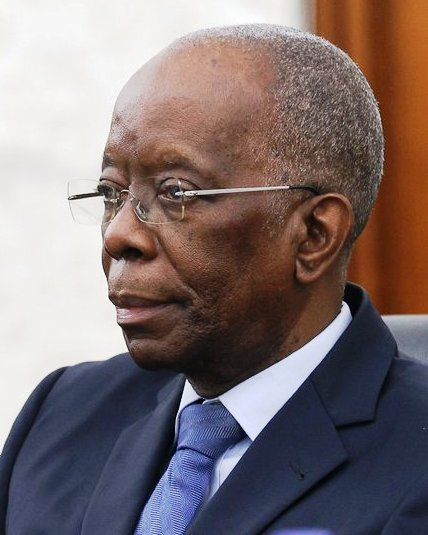
莫桑比克
总理马莱阿内（英语：Adriano Maleiane）
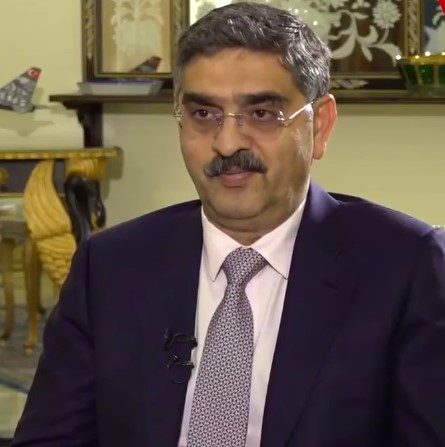
巴基斯坦 总理卡卡尔
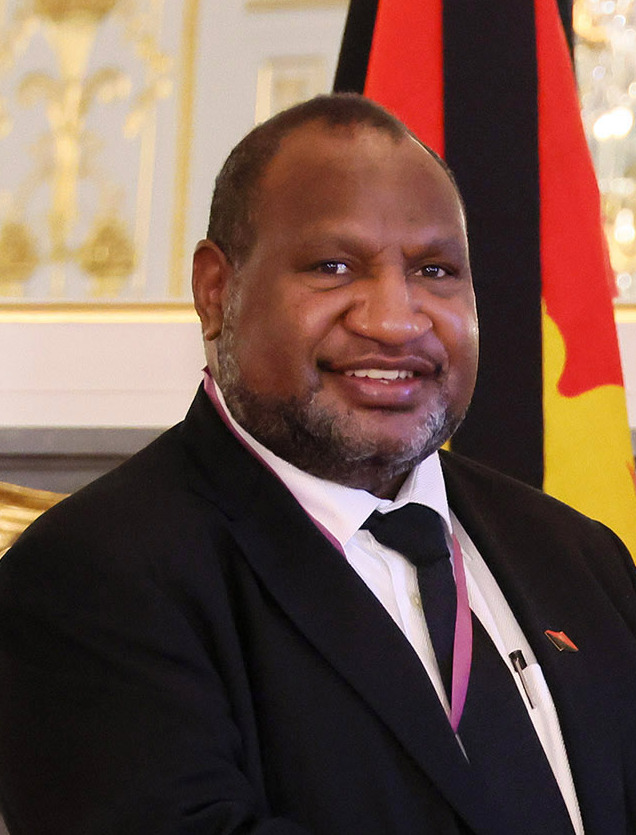
总理马拉佩
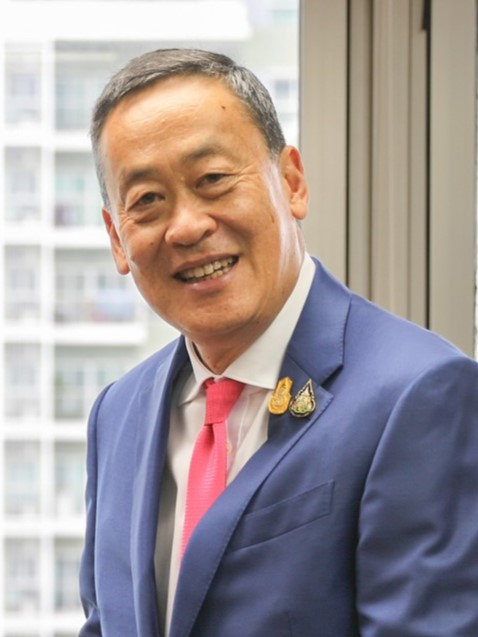
泰國 总理赛塔
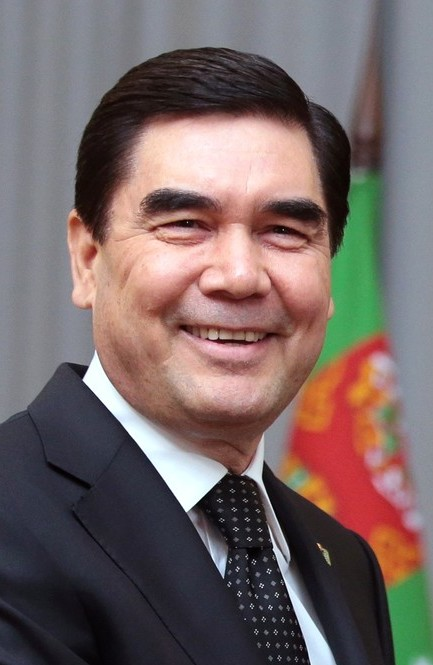
人民委员会主席别尔德穆哈梅多夫
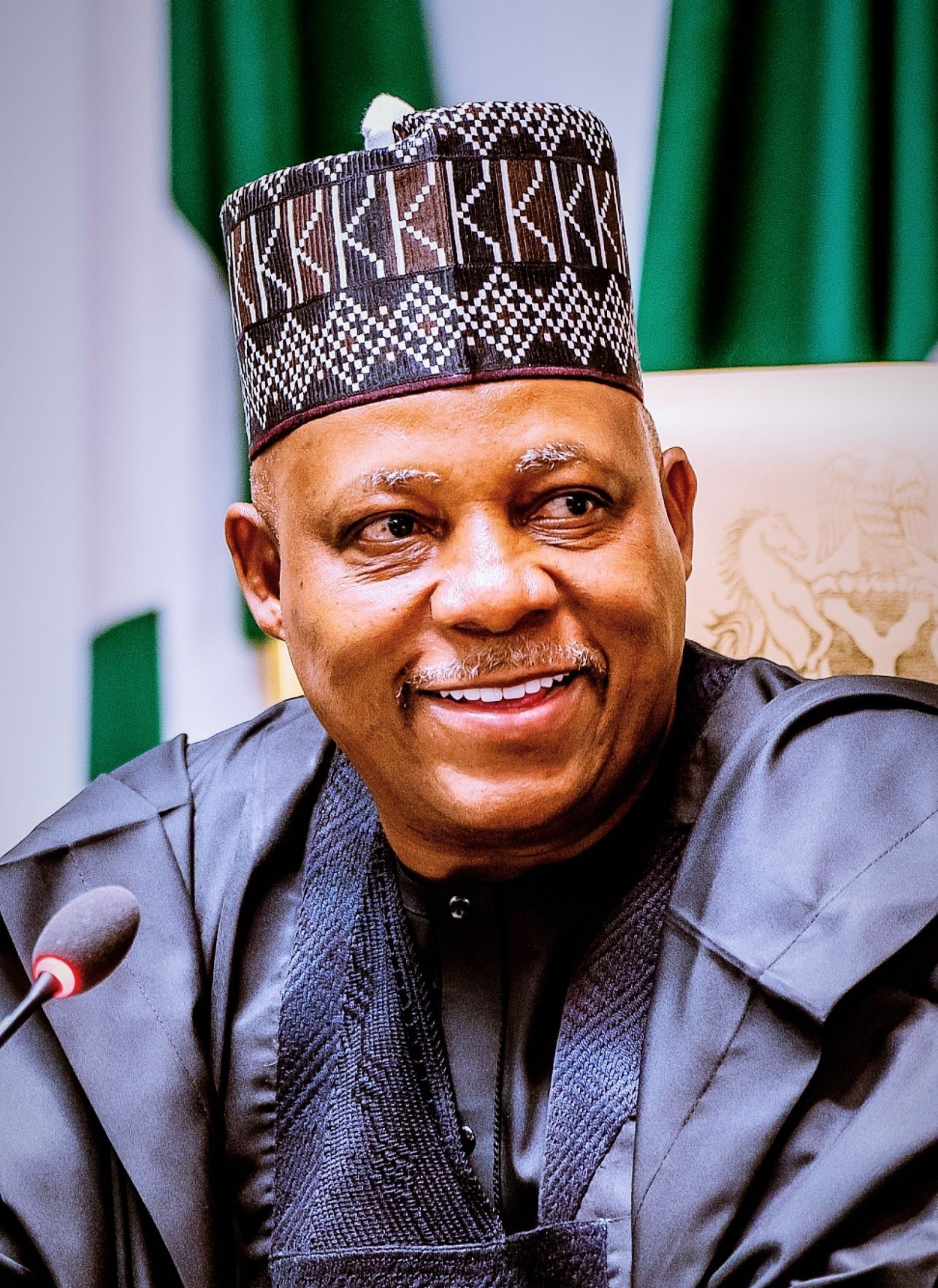
奈及利亞
副总统（英语：Vice President of Nigeria）谢蒂马（英语：Kashim Shettima）
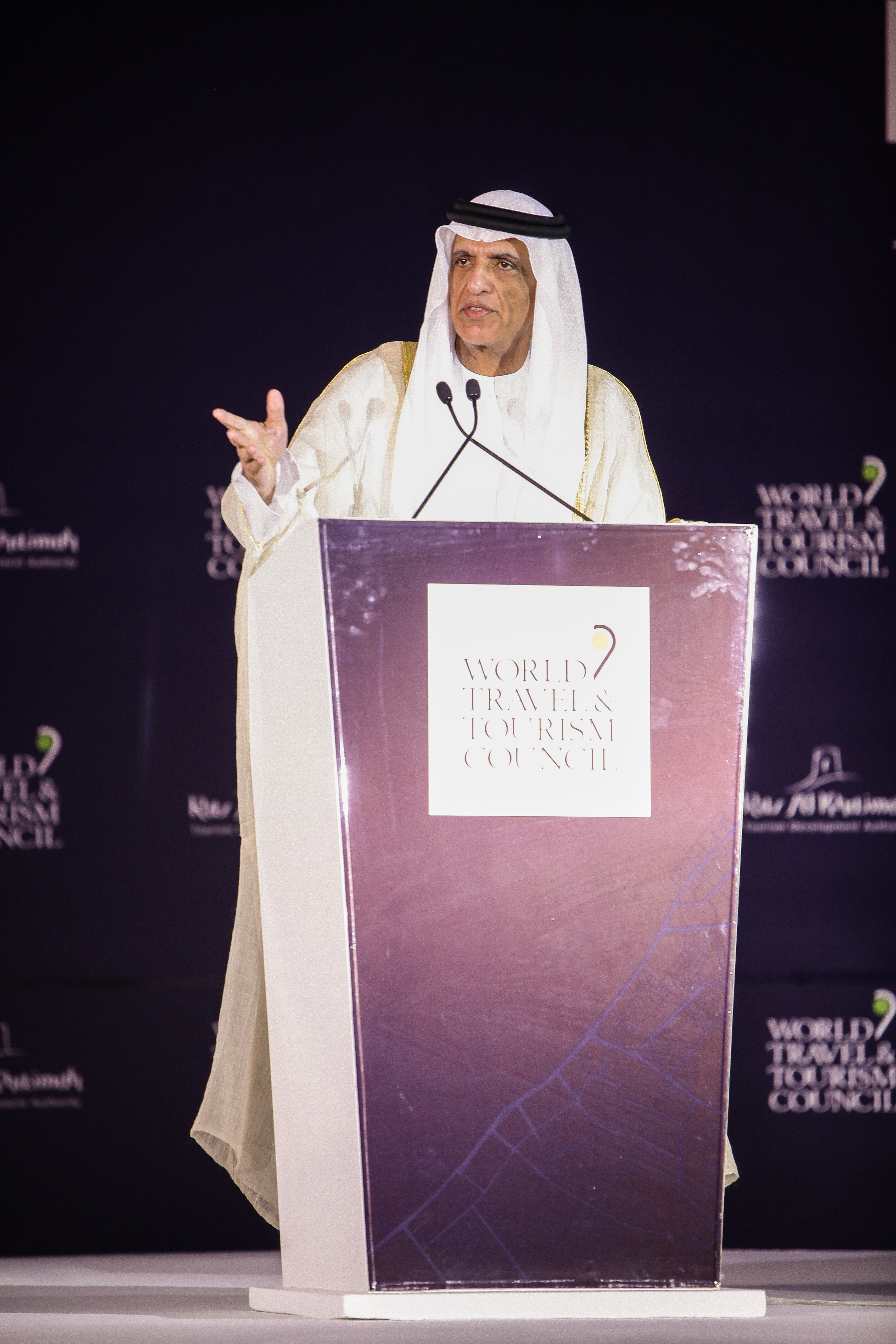
阿联酋 联邦最高委员会成员、哈伊马角酋长谢赫萨欧德（英语：Saud bin Saqr Al Qasimi）

### 国际组织

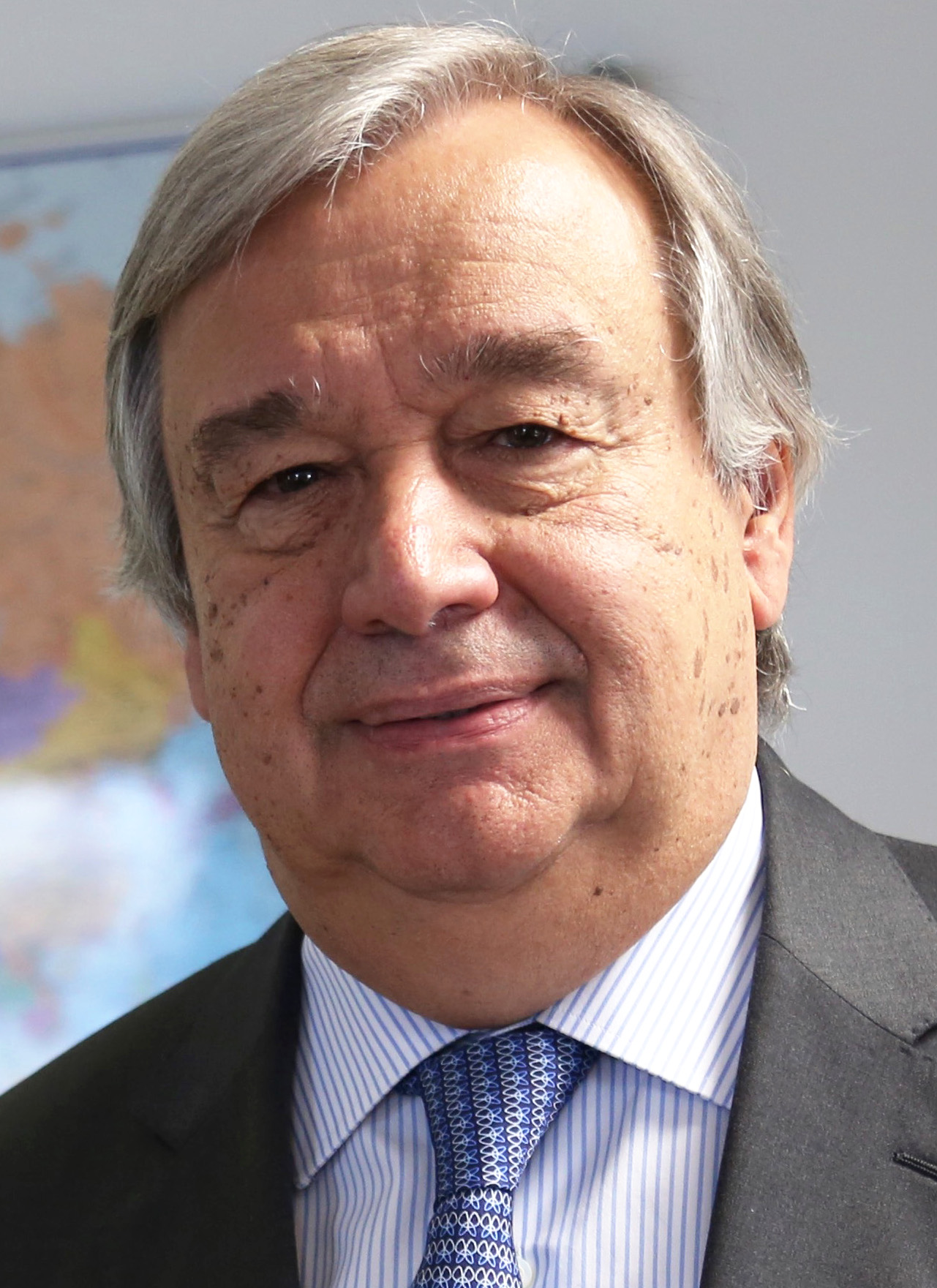
联合国秘书长 安东尼奥·古特雷斯
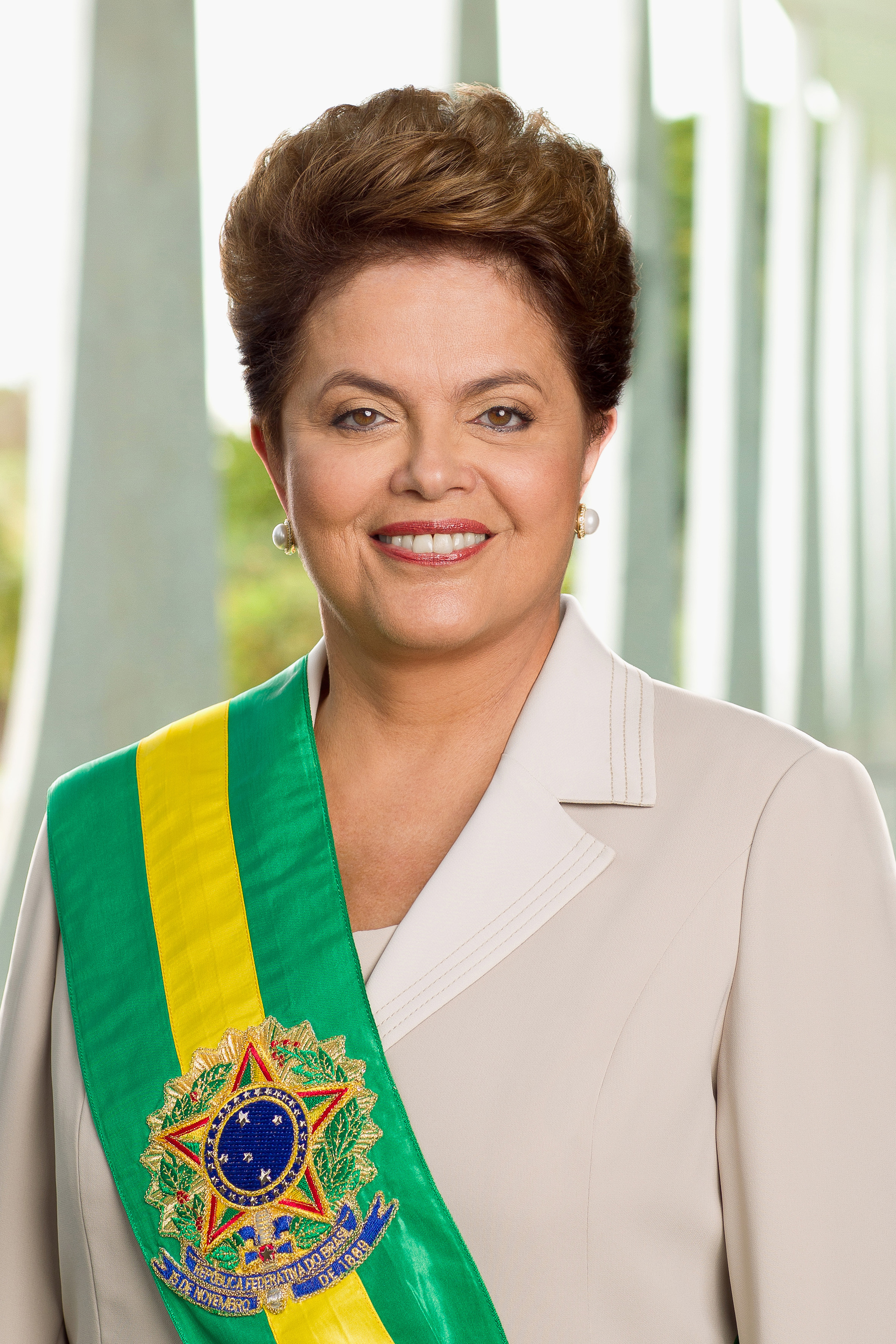
新开发银行行长 迪尔玛·罗塞夫
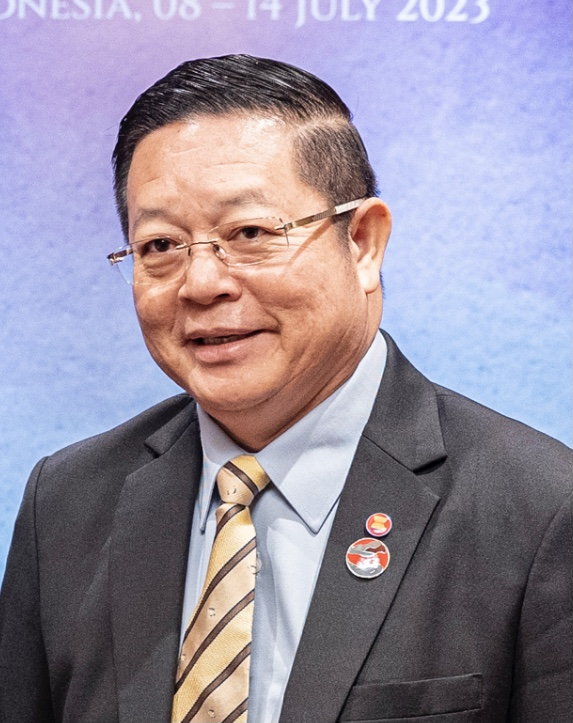
东南亚国家联盟 秘书长高金洪

## 论坛外活动
- 第三届高峰论坛在10月16日至19日期间为与会嘉宾组织了会外活动，行程主要内容为北京市主要景区参观游览[12]，设计有“皇城典范”“巍巍长城”“皇家园林”“遇见天坛”“匠心典藏”等13条会外活动线路[13]。
- 中国与塞尔维亚签署自由贸易协定，这是中国与中东欧国家签署的第一个自贸协定[14]。
- 中国与埃塞俄比亚将2017年建立的全面战略合作伙伴关系提升为全天候战略伙伴关系[15]。
- 10月16日，中共中央政治局常委、中央纪委书记李希与肯尼亚总统鲁托会面，李希介绍了中共在从严治党和反腐败斗争的相关情况，表示愿意与肯尼亚继续加强反腐败的交流合作；鲁托表示“一带一路”倡议为双方带来了好处，期待将两国关系深入发展。[16]